# Eòganán mac Óengus
Eòganán mac Óengus (gaélique) ou Uuen mac Unuist (picte) était roi des Pictes de Fortriú (837-839) et des Scots (826 de 839)(?).

## Fortriú
Le royaume de Fortriú a été créé par Constantin mac Fergusa. Après la mort de son fondateur et de celle de son frère et successeur Oengus mac Fergusa, le pouvoir échoit à une nouvelle génération ambitieuse et l’union en subit immédiatement les conséquences.
Quel système de succession adopter ? Celui du royaume des Scots était essentiellement patrilinéaire et celui des Pictes a priori matrilinéaire. Les quatre prétendants se réclament de ces deux coutumes ce qui entraîne de nouveaux partages et conflits :
Dès avant la mort en 834 d’Oengus II, dont le règne est plus court de trois ans selon le Duan Albanach que dans la Chronique Picte, et alors qu'Eòganán mac Óengus qui se considère sans doute comme l’héritier naturel de Fortriú reste dans l'ombre ; Áed mac Boanta, un Scot d’origine inconnue, s’élève contre la domination des Pictes et se proclame roi des Scots.
Cette hypothèse a été contestée par Alex Woolf dans son ouvrage From Pictland to Alba dans lequel il considère Unuist, son frère Caustantin et Uuen mac Unuist (c'est-à-dire: Eòganán ) comme des rois de Fortriú, qui auraient régné successivement comme « Haut roi » sur le Dalriada par l'intermédiaire de souverains subordonnés sub-regulus :Domnall mac Caustantin & Áed mac Boanta.
Deux autres prétendants : Drust et Talorgan, attendent de leur côté, la disparition du vieux souverain pour faire valoir leurs prétentions au trône. Le second était peut-être à la fois un représentant du droit traditionnel de succession matrilinéaire picte et un petit-fils par sa mère de Conall mac Áedáin. Drust mac Caustantin et Talorgan mac Uuthoil règnent ensemble sur les Pictes pendant trois ans (834-837). Leurs règnes conjoints peut signifier qu’ils gouvernent en même temps deux parties du pays, les Pictes du nord et ceux du sud par exemple.

## Règne
Eòganán est le fils du roi de Fortriú Oengus mac Fergusa il semble avoir attendu de voir l’évolution de la situation. Selon le Duan Albanach, il règne 13 ans, sur les Scots alors que les listes de la Chronique Picte ne lui accordent qu'un règne de 3 ans sur les Pictes.
Eòganán, apparaît en effet le dernier de la querelle de succession et il serait le seul à avoir finalement régné sur le double royaume des Pictes et des Scots à partir de 837. Dans un premier temps il remplace Áed mac Boanta comme roi de Dalriada avant d’assumer le pouvoir sur la totalité du royaume de Fortriú après la disparition dans des circonstances inconnues des deux co-rois des Pictes.
Après la défaite et la mort au combat en 839 (Annales d'Ulster) face aux Vikings des « hommes de Fortriu » commandés par Uuen (Eòganán) mac Unuist, et son frère Bran et celle l’Áed mac Boanta, qui était sans doute demeuré le roi vassal (sub-regulus) de Dal Riada, un nouveau prétendant d'origine inconnue Cináed mac Ailpín s’empare du royaume des Scots vers 840.

## Sources
- (en) William Arthur Cumming, The Age of the Picts, Stroud, Sutton Publishing, 1998 (ISBN 0750916087).
- (en) William Forbes Skene Chronicles Of The Picts,Chronicles Of The Scots, And Other Early Memorials Of Scottish History. H.M General Register House Edinburgh (1867) Reprint par Kessinger Publishings's (2007)  (ISBN 1-4325-5105-1).
- (en) Alfred P. Smyth, Warlords and Holy Men Scotland ad 80~1000, Édimbourg, Edinburgh University Press, 1984, 279 p. (ISBN 0748601007), p. 177,179-80,182-4,190
- (en) Ann Williams, Alfred P. Smyth and DP Kirby A bibliographical dictionary of Dark Age Britain. SEABY London (1990)  (ISBN 1-85264-047-2)
- (en) Alex Woolf From Pictland to Alba 789~1070 The New Edinburgh History of Scotland. Edinburgh University Press, Edinburgh (2007)  (ISBN 978-0-7486-1234-5)